# Kirchhoffovi zakoni spektroskopije
 Kirchhoffovi zakoni spektroskopije su zakoni o spektroskopiji koje je formulirao Gustav Robert Kirchhoff. Oni glase:
1. Vruć, čvrst objekt stvara svjetlost u neprekidnom spektru
2. Vruć,  razrijeđen plin stvara svjetlost sa spektralnim linijama na diskretnim valnim duljinama (npr. određene boje) koje zavise od energetskih razina atoma u plinu. (Vidi još : spektar emisije)
3. Zagrijan, čvrst objekt okružen hladnim razrijeđenim plinom (tj. hladnijim nego zagrijani objekt) stvara svjetlost skoro neprekidnog spektra koji ima razmake na diskretnim valnim duljinama zavisno od energetskih težina atoma u plinu. (Vidi još: apsorpcijski spektar)